# Lakewood (Washington)
Pour les articles homonymes, voir Lakewood.
Lakewood est une ville américaine située dans le comté de Pierce dans l'État de Washington. La population de la ville était en 2000 de 58.211 habitants.
Lakewood est une ville incorporée en 1996 qui se trouve dans la banlieue de la ville de Tacoma. De nombreux lacs se trouvent sur le territoire de la ville : les lacs American, Steilacoom, Gravelly, Louise et Waughop. Lakewood est bordée à l'est par la base aérienne McChord Air Force Base qui est un des employeurs majeurs de la ville.

## Jumelage
Lakewood est jumelée à la ville de  Okinawa (Japon).